# Erich Abraham
Pour les articles homonymes, voir Abraham (homonymie).
Erich Abraham, né le 27 mars 1895 à Marienbourg, en province de Prusse-Occidentale, et décédé le 7 mars 1971 à Wiesbaden, est un militaire allemand. Il fut général d'infanterie durant la Seconde Guerre mondiale.

## Biographie
Erich Abraham entra dans l'armée en tant que volontaire le 4 août 1914 dans le 152e régiment d'infanterie (pl) et devint sous-lieutenant de réserve le 11 juillet 1915 au sein du 341e régiment d'infanterie. Lorsqu'il quitta l'armée le 20 mai 1920, il avait le grade de lieutenant.
Il entra alors dans la police et devint sous-lieutenant de la police de sûreté. Le 15 octobre 1935, il fut à nouveau transféré dans l'armée, où il prit les fonctions de commandant de compagnie avec le grade de Major (commandant) au sein du 18e régiment d'infanterie. Le 1er octobre 1938, il fut nommé au grade de Oberstleutnant (lieutenant-colonel).
Entre le 1er avril 1940 et le 31 mars 1942, ainsi qu'entre le 6 juin et le 6 novembre 1942, il commanda le 230e régiment d'infanterie. Durant cette période, il fut nommé Oberst (colonel) le 1er septembre 1941. Abraham fut distingué le 13 novembre 1942 avec la croix de chevalier de la croix de fer et l'insigne d'assaut d'infanterie pour le rôle joué par son régiment lors du verrouillage du nord de Stalingrad. À partir du 15 janvier 1943, il prit le commandement de l'école d'élèves officiers Kommandeurs-Schule II et, le 1er avril 1943, il prit le commandement de la 76e division d'infanterie. Le 26 juin 1944, il reçut les feuilles de chêne pour sa croix de chevalier de la croix de fer car sa division avait réussi, sous son commandement, à former une tête de pont sur la Latka, au nord-ouest d'Odessa, pour permettre aux troupes allemandes battant en retraite de rejoindre les lignes amies. Le 1er août 1944, on lui confia le commandement du 6e corps d'armée roumain. À partir du 24 août, il suivit une formation pour officiers généraux pour prendre, le 14 septembre 1944, le commandement du « Groupe Abraham », composé de la 76e division d'infanterie allemande et de la 2e division de réserve hongroise. Le 21 octobre 1944, il fut muté dans la réserve du Führer et, le 13 décembre de la même année, il prit le commandement par intérim du 63e corps d'armées (LXIII. Armeekorps) avant de finalement devenir le général commandant ce corps d'armées le 1er mars 1945. À la fin de la guerre Abraham fut fait prisonnier. Il fut libéré le 17 août 1947.

## Décorations
- Croix de fer (1914)
  - 2e classe (2 septembre 1915)
  - 1re classe (27 juin 1917)
- Agrafe de la croix de fer (1939)
  - 2e classe (10 mars 1940)
  - 1re classe (21 juin 1940)
- Croix allemande en Or le 7 mars 1942 en tant que Oberst et commandant du Infanterie-Regiment 230[1]
- Croix de chevalier de la croix de fer avec feuilles de chêne
  - Croix de chevalier le 13 novembre 1942 en tant que Oberst et commandant du Infanterie-Regiment 230[2]
  - 516e feuilles de chêne le 26 juin 1944 en tant que Generalleutnant et commandant de la 76. Infanterie-Division[2]
- Insigne de combat d'infanterie (3 juin 1943)
- Ordre de la Couronne (Roumanie), classe commandeur (22 juin 1942)